# شرطة يمنية
الشرطة اليمنية هي أحد فروع وزارة الداخلية اليمنية، وهي السلطة التنفيذية والضبطية في اليمن. تتألف هيئة الشرطة من الفئات التالية الضباط وضباط الصف والجنود.

## الإدارات
- الإدارة العامة للقيادة والسيطرة .
- الإدارة العامة للإتصالات
- الإدارة العامة للبحث الجنائي
- الإدارة العامة للأدلة الجنائية
- الإدارة العامة لمكافحة المخدرات

الهيكل التنظيمي لوزارة الداخلية اليمنية

- الإدارة العامة لمباحث الأموال العامة
- الإدارة العامة لحماية الأسرة
- الإدارة العامة لشرطة السير ( المرور سابقاً ) .
- الإدارة العامة لحراسة المنشات وحماية الشخصيات
- الإدارة العامة لشرطة الدوريات وأمن الطرق ( النجدة سابقاً ).
- الإدارة العامة للشرطة السياحية وحماية الآثار
- الإدارة العامة لأمن المنافذ والمطارات .

## الرتب والشارات
| يعلق سيفان متقاطعان يعلوهما نجمة وشعار الجمهورية على الكتافة                                                          | يعلق سيفان متقاطعان يعلوهما شعار الجمهورية على الكتافة | يعلق ثلاث نجمات يعلوها شعار الجمهورية على الكتافة | يعلق نجمتان يعلوها شعار الجمهورية على الكتافة | يعلق نجمة يعلوها شعار الجمهورية على الكتافة | يعلق شعار الجمهورية على الكتافة | يعلق ثلاثة نجوم على الكتافة | يعلق نجمتين على الكتافة | يعلق نجمة على الكتافة |
| يضاف بعض الأحيان شريط أحمر على طرف شعار الضباط ويضاف على رتبة من يحملها كلمة "ركن" مثل عقيد ركن، عميد ركن، لواء ركن . |                                                        |                                                   |                                               |                                             |                                 |                             |                         |                       |

- الشارات التي توضع على ياقة الجاكت هي :
  1. يرتدي الضباط من رتبة ملازم ثاني حتى رتبة رائد شعار الشرطة ( النسر المقوس بالسبولتين ويكون من النحاس المسبوك المذهب على قاعدة مقواة ومغطاة بقماش جوخ ذو لون أزرق غامق مع وضع اسم الوحدة أو الإدارة التي يعمل بها تحت الشعار النحاس .
  2. يرتدي الضباط من رتبة مقدم وعقيد شعار الشرطة ( النسر المقوس بالسبولتين ) ويكون طوله 6 سم مع وضع خيط مذهب فاتح في وسط الشعار وفي أعلى الشعار زرار صغير نحاس مذهب .
  3. يرتدي وزير الداخلية شارة القيادة من القماش الجوخ الأزرق وعليه خمس زهرات شجرة البن ويكون طوله 8 سم .
  4. يرتدي نائب وزير الداخلية والوكلاء والضباط من رتبة اللواء شارة القيادة من القماش الجوخ الأزرق وعليه أربع زهرات شجرة البن ويكون طوله 6 سم .
  5. يرتدي الضباط من رتبة العميد شارة القيادة من القماش الجوخ الأزرق وعليه ثلاث زهرات شجرة البن وبكون طوله 6 سم .

## الزي
الوصف الرسمي للزي الرئيسي لضباط الشرطة  

### البدلة الشتوية
تنقسم البدلة الشتوية إلى قسمين :
1. بدلة مكتبية ( البدلة الشتوية الرسمية ) ترتدى في الإستقبالات والمراسم العسكرية والعمل المكتبي .
2. بدلة ميدانية ( البدلة الشتوية الميدانية ) ترتدى في أرض الميدان واثناء العمل المكتبي .

- البدلة الشتوية الرسمية وتسمى القيافة رقم (1) :

تصنع من قماش تكون نسبة الصوف فيه 60 % ويكون لونها كاكي غامق، تكون ذو أكمام طويلة مفتوحة في الأسفل وفي نهاية الكم زرار واحد، الياقة منصوبة . ( مطروحة على الصدر ) ، جيبان صغيران على جانبي الصدر وجيبان كبيران في الأسفل من الجانبين، كلها مغطاه بنفس القماش وفي كل زرار واحد، كتافتان لحمل الرتب .
وكل كتافة بزرار بلاستيكي من لون القماش، فتحة في الخلف بارتفاع 30 سم، تكون الأزرار من النحاس المذهب مطبوع عليها شعار الدولة بشكل بارز وأزرار الجيوب صغيرة وأزرار الجاكت أكبر منها جميعا أبضا من النحاس .
- البنطلون ويكون بالمواصفات التالية :
  1. يكون له جيبان جانبيان، وجيب خلفي في الناحية اليمنى وله غطاء من نفس القماش بزرار من الداخل .
  2. تكون أزرار البنطلون بلاستيكية ومن نفس لون القماش .
  3. فتحة رجل البنطلون لاتقل عن 18 سم .
  4. يوضع على الخصر حمالات للقائش بفتحة تتناسب مع مقاس ارتفاع القائش 10 سم .
- القميص والكرافت :
  1. يكون لون القميص كاكي فاتح .
  2. له جيبان صغيران على الصدر في الجانبان ومغطاة بنفس القماش .
  3. الأزرار بلاستيكية وبلون القماش .
  4. الكرافت ( رباط العنق ) ويكون لونها نفس لون البدلة .
- غطاء الرأس ( البرية ) :
  1. يرتدى على البدلة البرية المصنوع من الصوف ذو اللون الأزرق الغامق وعليه برواز من القماش الأسود مثبتا عليه شعار جمهورية من الجهة الأمامية منه ( البرية) .
  2. يوضع على مقدمة البرية شعار الجمهورية من النحاس المذهب وذلك لجميع الرتب العسكرية وحتى رتبة رائد .
  3. كما توضع على مقدمة البرية شعار الجمهورية من القماش الجوخ ذو اللون الأزرق الغامق والمطرز بالخيط الذهبي وذلك من رتبة مقدم فأعلى .
  4. يرتدي وزير الداخلية ونائبه والوكلاء والضباط من رتبة عقيد فأعلى شعار الجمهورية المقصب وعليه زهرات شجرة البن .
- الحذاء والجوارب :
  1. يكون الحذاء من الجلد الأسود وخيوط سوداء مبرومة .
  2. الجوارب تكون نسبة 40 % من القطن وباللون الأسود .
- القائش ( الحزام ) :
  1. يرتدي الجميع القائش الأسود الموحد ما عدا الشرطة النوعية .
  2. يراعى عدم وضع أي شعار على القائش .
- الرتبة :
  1. تركب الرتبة على الكتافات المعدة لذلك في الجاكت وتكون أرضية القماش من اللون الأزرق الغامق ويكون لون الرتب ( لون برتقالي ) .
  2. يحمل ضباط الركن شريط أصفر في أسفل الرتبة القماشية .

### البدلة الصيفية الميدانية
تصنع من قماش تكون نسبة القطن فيه 30 % ويكون لونها زيتي وتتألف من :
- الجاكت ويكون بالمواصفات التالية :
  1. يكون ذو أكمام طويلة وفي كل كم زرار واحد .
  2. يكون له جيبان على جانبي الصدر مغطاة من أعلى الصدر .
  3. كتافتان لحمل الرتب وكل كتافة بزرار .
  4. تكون أزرار الجاكت بلاستيكية من نفس لون القماش .
- البنطلون ويكون بالمواصفات التالية :
  1. يكون له جيبان بمحاذاة اليدين، وجيب خلفي في الجانب الأيمن له غطاء بزرار من الداخل .
  2. حمالات على الخصر بفتحة تناسب مقاس الحزام ” القائش ”.
  3. تكون أزرار البنطلون بلاستيكية من نفس القماش .
- البدلة المكتبية الصيفية الرسمية ( المراسم ) :
  - تصنع من قماش تكون نسبة القطن فيه 60 % ويكون لونها زيتي وتتألف من :
    - الجاكت ويكون بالمواصفات التالية :
      1. أن يكون بأكمام طويلة مفتوحة من الأسفل وفي نهاية الكم زرار واحد .
      2. الياقة منصوبة.
      3. جيبان صغيران على جانبي الصدر وجيبان كبيران في الأسفل من الجانبين وكلها مغطاه بنفس القماش وفي كل جيب زرار واحد.
      4. كتفان لحمل الرتب وكل كتفه بزرار بلاستيكي من نفس لون القماش .
      5. الفتحة الخلفية للجاكت مغلقة بارتفاع 30 سم.
      6. تكون الأزرار من النحاس المذهب مطبوع عليها شعار الدولة بشكل بارز وتكون الجيوب صغيرة وأزرار الجاكت أكبر منها حجما.
      7. تكون مواصفات البنطلون والحذاء، والجوارب وغطاء الرأس بنفس مواصفات البدلة الشتوية الرسمية.

## السجلات والاقدمية
تحتفظ الإدارة العامة لشؤون الضباط بسجل عام للأقدمية يتضمن أسماء الضباط لكل رتبة على حدة مرتبين حسب أقدميتهم وفقا للقواعد والاسس الاتية: - 
1. تاريخ التخرج .
2. تاريخ التعيين .
3. تاريخ الترقية .

وإذا اتحد تاريخ الترقية لأكثر من شخص في رتبة واحدة ترتب الاقدمية بينهم بحسب نجاحهم فان تساووا فيرجع إلى أقدميتهم في الرتبة السابقة فان تساووا فيرجع إلى تاريخ التحاقهم بالخدمة .
- تكون أسبقية القيادة بين الضباط في الرتبة الواحدة على النحو التالي: - 
  1. خريجي كلية الشرطة .
  2. خريجي الجامعات وما في مستواها .
  3. الضباط الشرفيين .